# Rostlinné explantáty
Rostlinné explantáty (respektive kultury rostlinných explantátů) jsou izolované rostlinné orgány, pletiva nebo buňky pěstované in vitro za sterilních specifických podmínek na zvláštních živných půdách. Zvládnutí této vědní disciplíny je nepominutelným předpokladem pro většinu prací v genovém inženýrství rostlin, neboť právě prostřednictvím kultur rostlinných explantátů je pokusný a vyprodukovaný materiál rychle a efektivně identifikován a naklonován.

## Výzkum
Teorie, výzkum a využití rostlinných explantátů se opírá o tři základní oblasti výzkumu. Jsou to:
- regenerace a schopnost vegetativného rozmnožování rostlin
- buněčná teorie a z ní vycházející genetické důsledky a interpretace ohledně totipotenčních vlastnostech buňky
- fyziologie a biochemie rostlin, zejména pak problémy výživy buněk a vlivu působení rostlinných hormonů na diferenciaci buněk a organogenezi.

Podmínky pro úspěšné namnožení materiálu přes rostlinné explantátové kultury:
- znalost regeneračních schopností množené rostliny
- přiměřený zdravotní stav množeného materiálu
- znalost a zachování vhodné živné půdy jakož i dalších kultivačních podmínek
- zachování sterilního prostředí

- poznámka: samozřejmě se jde pokusit o namnožení i když nelze naplnit všechny první tři body - můžeme u neznámé rostliny odhadnout složení živné půdy i podmínky, můžeme vzít rostlinu napůl uschlou a doufat - to pouze snižuje pravděpodobnost úspěchu. Co je však nutno naplnit vždy, je bod 4 - bez splnění podmínky o sterilitě je jakýkoliv pokus odsouzen k naprostému selhání.
Některé kultivované tkáně jsou pomalé v jejich růstu. Pro ně tam by být dvě možnosti: (i) Optimalizace kultivačního média, (ii) Kultivace zdravě a silně rostoucí tkáně nebo odrůdy.
Nekróza mohlo zkazit kultivované tkáně. Obecně platí, že rostliny odrůdy se liší ve tkáňové kultuře nekrózy. Tím, že kultivací zdravě a silně rostoucí odrůdy (nebo tkáně) to může být řízena.

## Typy rostlinných expl. kultur
- kořenové kultury
- pupenové kultury
  - kultury stonkových řízků
- tkáňové kultury
- buněčné kultury
- velkokapacitní buněčné suspenzní kultury
- kultury mikrospor
- kultury protoplastů